# Ганевичи (Логойский район)
Ганевичи (бел. Ганяві́чы) — деревня, расположенная в Логойском районе Минской области Республики Беларусь. Находится в 15 километрах от города Логойска. Входит в Швабский сельсовет.

## История
Впервые упоминается в летописи в 1395 году, когда Великий князь литовский Витовт подарил Ганевичи вместе с соседней деревней Корень (бел. Корань) Виленскому капитулу.
В 1517 году виленский костёл святого Станислава получал из деревни дань размером в 8 кадушек и 4 пуда мёда, одна пятая часть которой принадлежала киевскому православному митрополиту.
Позже Ганевичи относились к роду престиманиальных имений Виленского капитула (доход с них шел на содержание одного из каноников костела). В 1559 году в деревне уже 41 соха (единица обложения).
В 1611 году хоругвь Януша Кишки во время похода на Смоленск разграбила капитульные деревни, в том числе и Ганевичи, за что капитул начал судебное дело против Кишки.
В 1653 году на деревню наложен дополнительный налог размером в 400 злотых на содержание наёмных солдат. В 1666 году Ганевичи были отданы в трёхлетнюю аренду венденскому епископу Ходкевичу.
В XVIII веке был небольшой костёл, который принадлежал парафиальному костёлу в деревне Корень, жители Ганевичей и соседних деревень на то время католики.
После второго раздела Речи Посполитой в 1793 году находится в составе Российской империи, собственность минского губернатора Ивана Неплюева, в Борисовском уезде Минской губернии.
До начала XX века было 2 деревни Ганевичи, позже слились. В 1941—1944 годах оккупирована немецко-фашистскими захватчиками.

## Источник «Липовка»
В деревне находится родник «Липовка». Отличается высоким качеством воды и большим расходом. Источник помещён в железобетонное кольцо, избыток воды стекает в ручеёк. Активно используется местным населением как источник питьевой воды. Вода имеет высокие вкусовые качества, содержит катионы таких металлов как хром, медь, железо, алюминий; в небольшом количестве — анионы фтора, хлориды, сульфаты. Координаты 54°17′29″ с. ш. 28°03′14″ в. д..